# Styrax
Genre
Classification phylogénétique
Styrax est un genre de plantes à fleurs de la famille des Styracacées. Ce sont des arbres ou d'arbustes poussant le plus souvent en Extrême-Orient et comportant diverses espèces, quelques-unes très appréciées en parfumerie et en pharmacie pour leur baume. L'arbre est également appelé « aliboufier », en particulier lorsqu'il s'agit de l'espèce Styrax officinalis. Le baume ou résine se nomme « storax » ou « benjoin » selon les espèces, le premier de ces deux termes étant aujourd'hui inusité.
Le nom « styrax » sert aussi de façon abusive à désigner la résine du liquidambar. En effet dans l'Antiquité, et notamment dans Histoire naturelle de Pline l'Ancien, le terme styrax désignait aussi bien le Liquidambar orientalis (« Styrax de Chypre et de Cilicie ») que l'aliboufier (« Styrax de Syrie »).
Les espèces les plus connues sont S. benzoin, S. tonkinense et S. officinalis, les deux premiers étant d'origine tropicale (Asie du Sud-Est) alors que S. officinalis se rencontre sur le pourtour de la mer Méditerranée, notamment en Italie et en Provence. S. japonica est une espèce recherchée en ornement.
La résine, d'une belle couleur jaune, est obtenue par incision du tronc. En pharmacie, le styrax ou baume styrax, sous forme de fumigations, est efficace contre les affections des voies pulmonaires. On l'utilise aussi pour traiter certaines maladies de peau. Comme toutes les résines odorantes, il peut être brûlé en tant qu'encens. En parfumerie, il joue le rôle de fixateur, le plus souvent dans des parfums féminins. Il a été utilisé dans les années 1920, en particulier dans Shalimar, de Guerlain, puis a été abandonné avant de revenir à la mode grâce aux créations de la maison Yves Saint Laurent (Opium, Nu).
Le Styrax calamithe ou calamite était un des multiples constituants de la thériaque et du diascordium de la pharmacopée maritime occidentale au XVIIIe siècle.

## Espèces principales
- Styrax agrestis – Chine

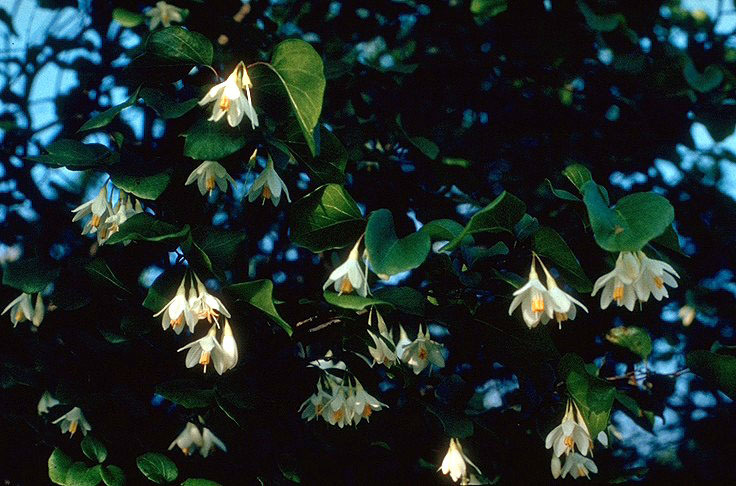
Styrax platanifolius

- Styrax americanus sud-est des États-Unis
- Styrax argenteus C.Presl
- Styrax argentifolius – Chine
- Styrax argyrophyllus – Pérou
- Styrax bashanensis – Chine
- Styrax benzoides – Thaïlande, sud de la de Chine
- Styrax benzoin Dryand. – Sumatra
- Styrax calvescens – Chine
- Styrax camporum Pohl
- Styrax chinensis – Chine
- Styrax chrysocarpus – Chine
- Styrax confusus – Chine
- Styrax crotonoides – Malaisie
- Styrax dasyanthus – Chine centrale
- Styrax faberi – Chine
- Styrax ferax J.F.Macbr. – Pérou
- Styrax ferrugineus Ness & Mart.
- Styrax formosanus – Chine
- Styrax foveolaria – Pérou
- Styrax fraserensis – Malaisie
- Styrax grandiflorus – Chine
- Styrax grandifolium – sud-est des États-Unis
- Styrax hainanensis – sud de la Chine
- Styrax hemsleyanum – Chine
- Styrax hookeri – Himalaya
- Styrax huanus – Chine
- Styrax jaliscana – Mexique
- Styrax japonicus – Japon
- Styrax limpritchii – sud-ouest de la Chine (Yunnan)
- Styrax litseoides – Vietnam
- Styrax loxensis – Équateur
- Styrax macranthus – Chine
- Styrax macrocarpus – Chine
- Styrax martii Seub.
- Styrax mathewsii – Pérou
- Styrax obassia – Japon, Chine
- Styrax odoratissimus – Chine
- Styrax officinalis L. – SE Europe, SO Asie
- Styrax parvifolium Pohl
- Styrax perkinsiae – Chine
- Styrax peruvianum – Pérou
- Styrax philadelphoides – Chine
- Styrax platanifolius – Texas, nord-est du Mexique
- Styrax pohlii A.DC.
- Styrax portoricensis – Puerto Rico
- Styrax redivivus – Californie
- Styrax roseus – Chine
- Styrax rugosus – Chine
- Styrax schweliense – ouest de Chine
- Styrax serrulatus – Himalaya, sud-ouest de Chine
- Styrax shiraianum – Japon
- Styrax socialis – Pérou
- Styrax suberifolius – Chine
- Styrax supaii – Chine
- Styrax tafelbergensis – Surinam
- Styrax tonkinensis Craib – SE Asie
- Styrax veitchiorum – Chine
- Styrax vilcabambae – Pérou
- Styrax wilsonii – oeste de Chine
- Styrax wuyuanensis – Chine
- Styrax zhejiangensis – Chine